# Eat Bulaga!
Eat Bulaga! är ett filippinsk TV-program som produceras av TVJ Productions och presenteras av Tito Sotto, Vic Sotto och Joey de Leon.  Programmet började sändas 30 juli 1979 på kanalen RPN och har sänts på TV5 sedan 2024 på vardagar och lördagar.  

## Programdelar
- Sugod Bahay, Mga Kapatid!
- Gimme 5: Laro ng mga Henyo
- Peraphy
- Barangay Bulagaan

## Programledare

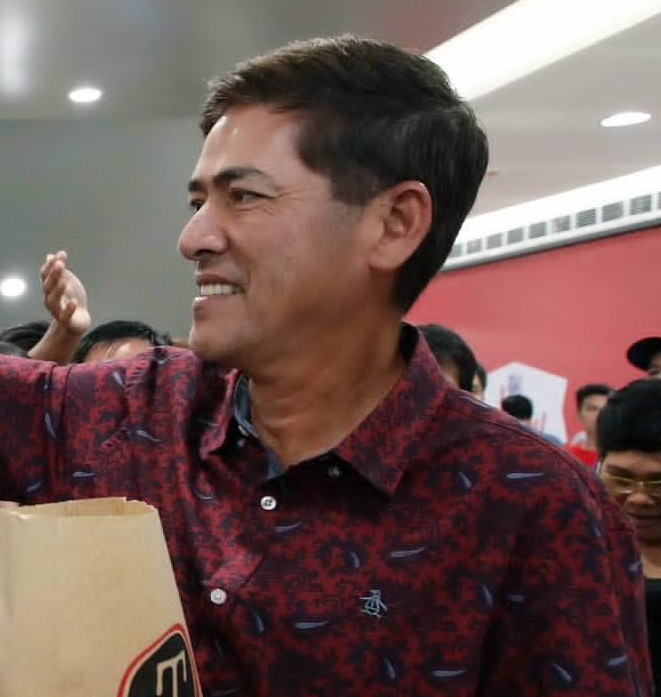
Vic Sotto
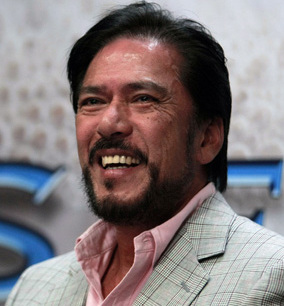
Tito Sotto
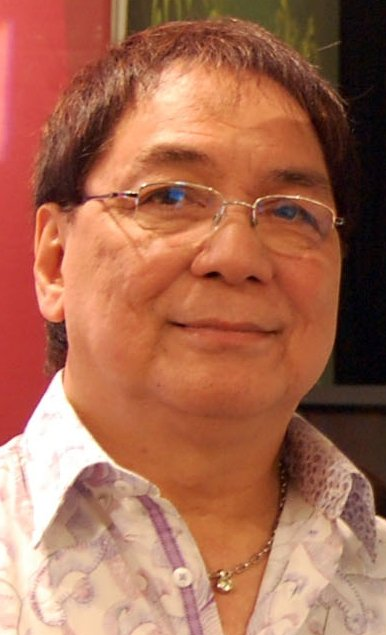
Joey de Leon